# Arnschwang
Arnschwang är en kommun och ort i Landkreis Cham i Regierungsbezirk Oberpfalz i förbundslandet Bayern i Tyskland.